# Conway (Arkansas)
Conway – miasto w Stanach Zjednoczonych, w stanie Arkansas, w hrabstwie Faulkner.

## Demografia
W 2008 roku liczyło 57 544 mieszkańców. W 2023 roku liczba mieszkańców wzrosła do 69 580 osób, a gęstość zaludnienia niemal do 762 osób/km².